# Gerhard Tausche
Gerhard Tausche (* 1958 in Landshut) ist ein deutscher Archivar und Autor. 
Gerhard Tausche war von 1996 bis zum Eintritt in den Ruhestand im Frühjahr 2023 Leiter des Stadtarchivs Landshut. Er ist Vorsitzender des Historischen Vereins für Niederbayern. Seit 2009 ist er Stadtheimatpfleger.

## Publikationen (Auswahl)
- Landshut, die altbayerische Residenzstadt an der Isar. Landshut 1999, ISBN 3-9806561-1-X, ISBN 3-9806561-1-X.
- Verwandlungen. Landshuter Stadtansichten aus den Jahren 1913 und 2000. Isarpost, Landshut 2001, ISBN 3-924943-23-0.
- mit Werner Ebermaier: Geschichte Landshuts. Beck, München 2003, ISBN 3-406-51048-5.
- mit Laetitia Boehm (Hrsg.): Von der Donau an die Isar. Vorlesungen zur Geschichte der Ludwig-Maximilians-Universität 1800–1826 in Landshut, Berlin 2003, ISBN 3-428-11226-1.
- mit Reinhard Stauber, Richard Loibl: Niederbayerns reiche Herzöge (= Hefte zur bayerischen Geschichte und Kultur, Bd. 38). Augsburg 2009.
- Landshut. Ein Stadtführer. Pustet, Regensburg 2024, ISBN 978-3-7917-3389-0.